# Louis Lémery
Louis Lemery (* 25. Januar 1677 in Paris; † 9. Juni 1743 ebenda) war ein französischer Mediziner und Chemiker.

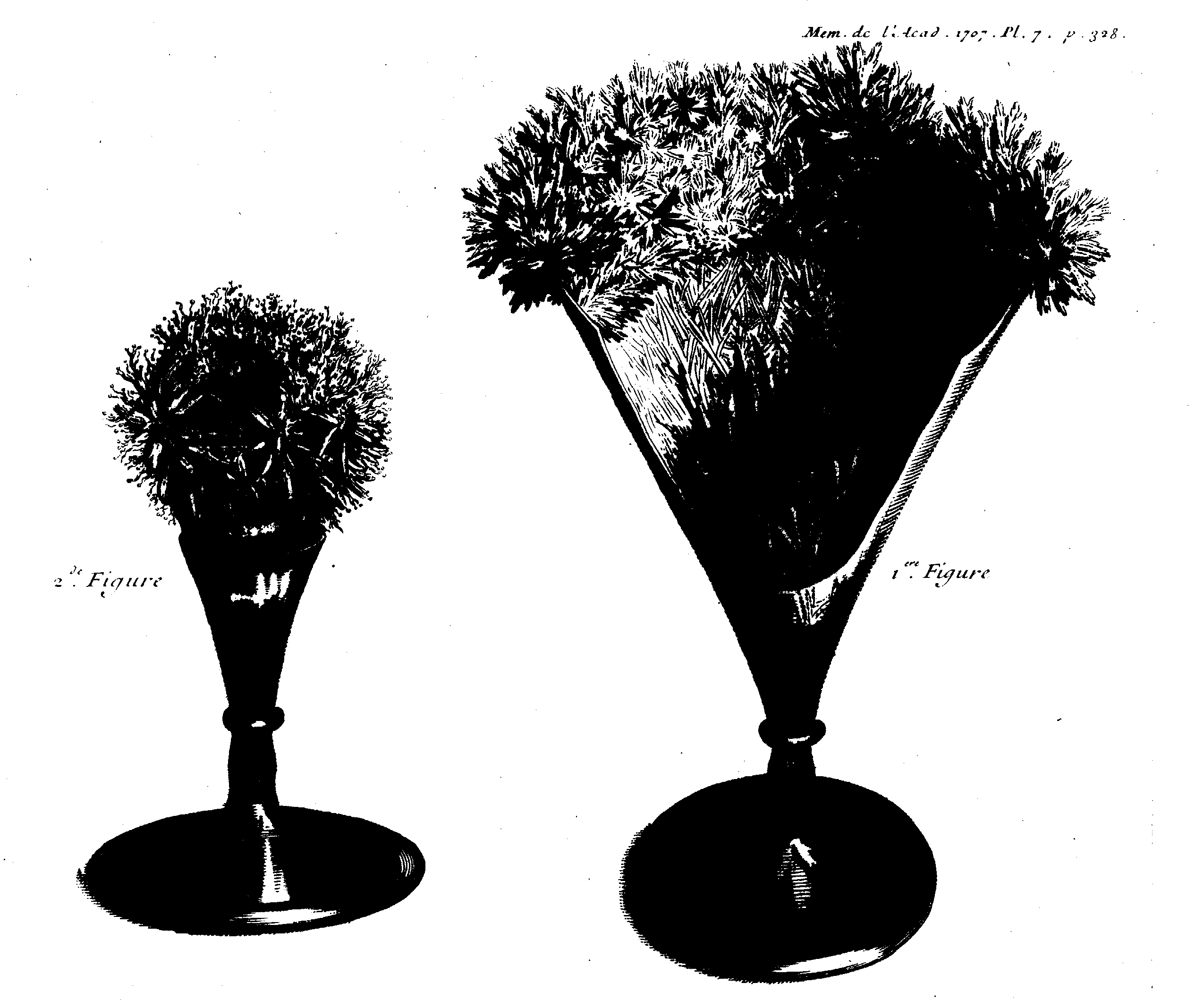
Metallische Auskristallisationen, Louis Lémery, Mémoires der Académie Royale des Sciences, 1707

## Leben
Louis Lémery wurde als Sohn von Nicolas Lémery (1645–1715) geboren und studierte an der Pariser Universität Sorbonne Medizin. Das Studium schloss er 1698 mit dem Doktor der Medizin ab, ab 1700 war er Mitglied der Académie des sciences in Paris. 1706 entdeckte er ein Verfahren zur dendritischen Auskristallisation von Metallen. Ab 1708 war er als vertretender Arzt am Jardin du Roi (Jardin des Plantes) tätig. Ab 1710 begann er als Arzt am Hôtel-Dieu de Paris und nach 1722 war er königlicher Leibarzt. Ab 1731 bis zu seinem Tod hatte er den Lehrstuhl für Chemie am Jardin du Roi inne und führte als Iatrochemiker eigene Untersuchungen durch.
Aus den letzten zwei Lebensjahrzehnten Lémerys ist auch die Auseinandersetzung mit Jacob Winslow über die Frage bemerkenswert, ob Monster und Missgestaltungen schon im Keim defekt angelegt sind oder ob sie durch eine zufällige und nicht planmäßige Vermischung mehrerer Keime entstehen.
Louis Lémery starb 1743 in Paris im Jardin du Roi.

## Werke
- Traité des aliments, où l’on trouve la différence et le choix qu’on doit faire de chacun d’eux en particulier. 2. Auflage. Paris 1705 (Digitalisat auf Gallica).
- Dissertation sur la nourriture des os, où l’on explique la nature et l’usage de la moelle, avec trois lettres sur le livre de génération des vers dans le corps de l’homme. Paris 1704 (Digitalisat auf Gallica).
- Reflexions et Observations sur une végétation chimique du fer et sur quelques expériences faites avec des liqueurs acides et alcalines et avec différents métaux substitués au fer (1707)
- Sur un foetus monstrueux. Mémoires de l’Academie Royal des Sciences, 1724 (veröffentl. 1726)
- Deuxième mémoire sur les monstres. 1738